# Волосінь (рибальське спорядження)

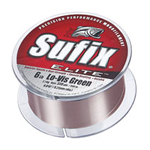
Волосінь на котушці

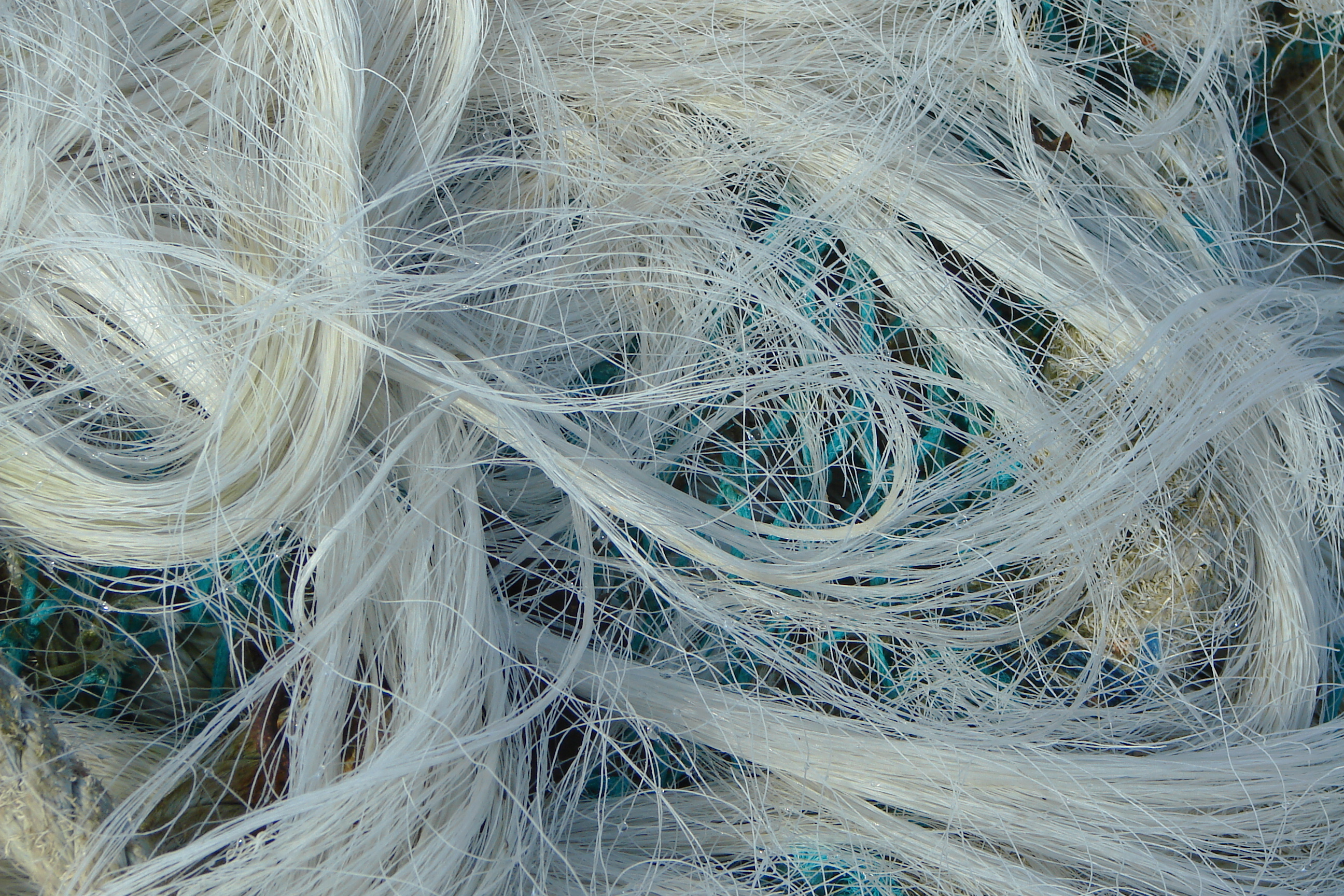
Волосінь

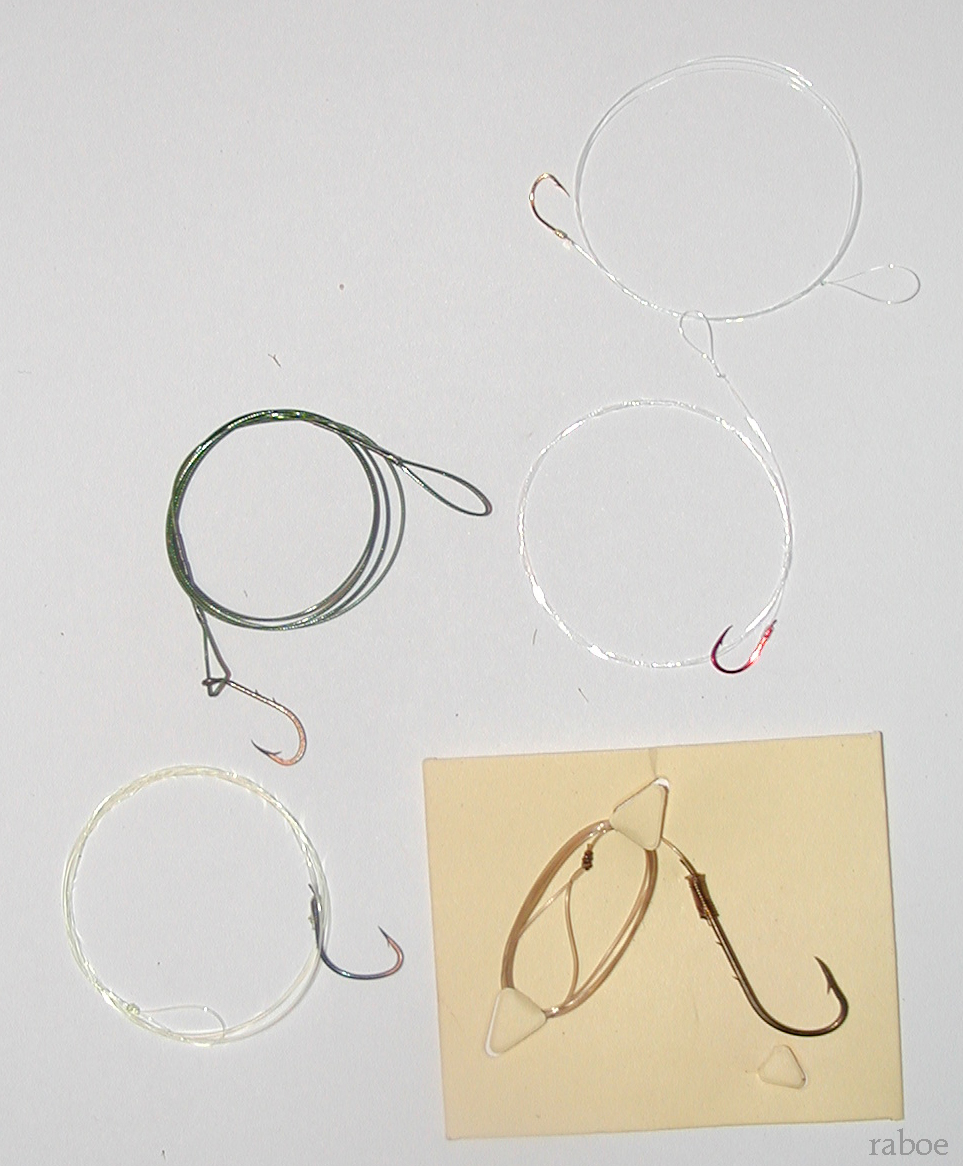
Волосінь із зав'язаними елементами

Волосі́нь або жилка, рідко ліска , також місінь — будь-яка нитка або шнур, що використовується для риболовлі. 

## Загальний опис
Первісно для волосіні використовували кінський волос (звідки й саме слово «волосінь»), шовк та інші. Її плели з кількох ниток, з чим пов'язана друга назва волосіні — «ліса», «ліска» (буквально — «плетінка»). Іноді припускають, що це слово є семантичним росіянізмом, але в «Словарі Грінченка» «ліскою» називається плетена волосінь, а «волосінню» — волосінь з кінського волосу.
У XX сторіччі високотехнологічні синтетичні матеріали: капрон, нейлон, поліетилен — повністю витіснили з ужитку натуральні.
З допомогою волосіні закріплені на ній гачки, грузила, карабіни, поплавці, тощо, зберігають свій заданий порядок і витримуються відстані між ними.
Окрім подачі гачка з наживкою на задану глибину, волосінь виконує задачу передачі сигналів про покльовку і зворотного витягування риби з води з витримуванням спричинених навантажень.
Важливими параметрами волосіні є її довжина, матеріал і вага (товсті волосіні більш помітні для риби). Важливі фактори, які можуть бути визначальними, рибалкою підбираються під конкретну риболовлю в залежності від навколишнього середовища (солона/прісна вода; зима/весна/літо/осінь і ін.). До них належать: міцність на розрив, міцність вузла, УФ-опір, ливарна форма або форма виконання (наприклад, плетена волосінь), здатність до розтягувань, стійкість до стирання і видимість.

## Класифікація та специфікація
Волосіні класифікуються за:
- матеріалом та технікою виготовлення;
- особливими умовами використання (море, річка, підлідний лов);
- технікою ловлення (тролінг, джиг, кастинг, нахлист, тощо).

Монофільна волосінь, або ліска, виготовляється шляхом плавлення і змішування полімерів з наступною екструзією їх через крихітні отвори, утворюючи лінійну нитку, яку потім намотують на котушки.
Якісна волосінь у розрізі є круглої, або масимально наближеної до круглої форми. Така форма зменшує перекручення, тертя, опір течії.
Серед основних вимог до волосіней є: міцність на розрив, еластичність, зносостійкість.

## Матеріали
У недалекому минулому рибалки робили волосіні з кінського волоса, з лляних і шовкових ниток та ін. На зміну їм прийшли, отримавши широке поширення і визнання рибалок, синтетичні волосіні («жилки»), які можуть використовуватися майже у всіх аматорських і спортивних оснастках (спінінг, вудка).

### Нейлон
Сировиною для виробництва синтетичних волокон є полімери поліамідної групи — полігексаметиленадипінамід (анід) і полікапролактам (капрон). Один з основних матеріалів для виробництва моножильної волосіні — нейлон, який володіє високою міцністю, стійкістю до стирання, водостійкий і не схильний до впливу коливань температури.

### Капрон
У багатьох країнах випускаються капронові волосіні, які по своїй міцності поступаються нейлону. Основа у цих всіх волосіней одна, хоча в різних країнах їх називають по-різному: у нас — «капрон», в Чехії та Словаччині — «силон», в Німеччині — «дедерон», «перлон», в Японії — «амілан» і т.д.

### Поліетилен
Плетені шнури виробляються з надвисокомолекулярного поліетилену (оригінальний матеріал є запатентованою маркою Spectra/Dyneema). Ці волосіні сплітаються з 2-8 тонких жилок. Деякі види волосіні після скручування підправляються (т.з. «спечені» шнури). Серед найкращих світових виробників — Power Pro, Sufix, SpiderWire, Berkley, Tuff Line, Climax, Stren, Daiwa. Плетені шнури відрізняються від моножильних зносостійкістю, набагато більшою міцністю відносно діаметра. Більшість плетених шнурів, на відміну від монофільних, абсолютно не розтягується, хоча є і спеціальні шнури, що тягнуться — для ловлі коропа.

### Флуорокарбон
Волосінь з флуорокарбону є майже зовсім прозора та дуже зносостійка. Флуорокарбон, здебільшого, використовують для виробництва поводків, в тому числі, через його високу вартість.

## Маркування
На упаковці або ярлику котушки вказується назва, фірма-виробник, довжина волосіні, її діаметр і витримуване навантаження. Мотки та котушки бувають різної величини та місткості — від 25 до 10 000 метрів. Найчастіше у продажу наявні мотки і котушки з волосінню по 100 метрів. Розривне навантаження, зазвичай, вказується в кілограмах, а в імпортної волосіні цей параметр подекуди вказується в фунтах (lb, lbs). В деяких країнах, наприклад, у США, часто не вказується діаметр, а тільки розривне навантаження волосіні.

## Важливі умови
- У всіх випадках міцність волосіні на розрив повинна відповідати вазі передбачуваної здобичі в обраній для ловлі водоймі. При цьому можна врахувати, що вага риби у воді набагато менша, ніж у повітрі.
- Значна частина навантаження на риболовецьке оснащення припадає на вудилище.
- Волосінь втрачає свою міцність через природний процес старіння матеріалу як при тривалому її використанні, так і при зберіганні.
- На міцності волосіні негативно позначаються вузли. Наприклад, поширений вузол «петля в петлю» знижує міцність на 15-20 %[8]. Вузли бувають різні, і кожен з них по-різному знижує міцність волосіні.
- Волосінь достатньо сильно зношується від сонячних променів і від вологи, від тертя навіть об найгладкіші пропускні кільця.
- На міцності волосіні негативно позначаються подряпини від піску і каміння, від різної трави і водяної рослинності, від затонулих корчів.
- Пошкодити волосінь здатні відколи і подряпини на обідку катушки або шпулі.
- Волосінь на рибацькому оснащенні для уникнення несподіваних обривів вартує періодично замінювати.
- Від довгого перебування в воді волосінь розм'якшується і збільшується в довжину, а коли висихає, то «всідається» і сильно деформується, якщо була туго намотана на шпулю чи котушку. (Для уникнення цього, рекомендується після риболовлі змотати волосінь зі шпулі і залишити її в вільному стані сохнути, а після цього не туго знову намотати на шпулю.)
- Досвідчені рибалки часто після риболовлі відрізають невелику частину волосіні (близько 1 м), який кріпився до приманки[8]. Це робиться через те, що ця частина була найбільш сильно піддана тертю об «тюльпан».
- Пошкодження поверхневого шару волосіні можна помітити, коли просто протягнути волосінь між пальцями — її шорохуватість буде відчуватися. Це найперша ознака наявності подряпин і мікротріщин на поверхні волосіні.
- Заведено вважати, що близько 60 % міцності волосіні лежить в її поверхневому шарі, який становить лише 10 % діаметра волосіні[8].
- Спеціалісти вважають, що максимальний термін використання — один сезон роботи. Тим риболовам, які займаються ловлею великих риб (це, певною мірою, відноситься і до спінінгістів), волосінь корисно замінювати 2-3 рази в сезон, бо при великих навантаженнях волосінь може втрачати до 1/4 своєї міцності[8].
- Головними зовнішніми ознаками хорошої якості волосіні є її прозорість, глянцева поверхня і постійне січення по довжині.
- Хороша волосінь навіть з вузлом, еластична, відмінно розтягується[9].
- Діаметр волосіні перевіряють мікрометром, а міцність на розрив — динамометром. При однаковій міцності перевагу варто віддавати волосіні з меншим діаметром.
- На волосінь негативно впливають сонячне світло, тепло, хімічно активні речовини (наприклад, ацетон). Тому волосінь неможна тримати біля радіаторів опалення, печей і вогнищ.
- Зберігати волосінь найкраще на тих котушках, на яких вона продається.

## Вплив на навколишнє середовище
Викинута волосінь може призвести до серйозних екологічних проблем. Ці нитки надзвичайно важко виявити при зануренні у воду, і риба, птиця та інші морські форми життя можуть легко заплутатися, що призведе до голоду, ампутації частин тіла та смерті. Проковтування — є теж серйозною загрозою для дикої природи. Волосіні також становлять небезпеку для плавців і дайверів.